# Blake Ritson
Blake Adam Ritson (Inglaterra, Reino Unido; 14 de enero de 1980) es un actor, director y escritor británico, más conocido por haber interpretado a Edmund Bertram en la película Mansfield Park, a George de Kent en la serie Upstairs Downstairs, a Girolamo Riario en Da Vinci's Demons y a Oscar Van Rhijn en la serie The Gilded Age. 

## Biografía
Su hermano mayor es el director y escritor Dylan Ritson. 
Blake está comprometido con la actriz Hattie Morahan. En agosto de 2016 la pareja le dio la bienvenida a su primera hija, Amity Ritson.

## Carrera
En 1999 apareció en la película italo-estadounidense Titus donde interpretó a Mucio.
En el 2001 interpretó al teniente Giles Vicary en la película Red Cap, más tarde interpretó nuevamente a Giles ahora en la serie con el mismo nombre del 2003 al 2004.
En el 2005 interpretó a Johann Strauss II de grande en la película Strauss: The Waltz King.
En el 2007 se unió al elenco principal de la película Mansfield Park donde interpretó a Edmund Bertram, el hijo menor de Sir Thomas (Douglas Hodge) y Lady Bertram (Jemma Redgrave), y buen amigo de Fanny Price (Billie Piper) de quien está enamorado.
En el 2008 apareció en la película RocknRolla donde interpretó a Johnny Sloane.
En el 2009 se unió al elenco de la miniserie Emma donde interpretó al joven y apuesto señor Elton, el vicario de Highbury. En la miniserie compartió créditos con los actores Romola Garai y Jonny Lee Miller. Ese mismo año apareció en el cortometraje Love Hate donde interpretó a Rob.
En el 2010 se unió al elenco de la serie Upstairs Downstairs donde interpretó a George el Duque de Kent, el hermano del Rey George VI y mejor amigo de Sir Hallam (Ed Stoppard), hasta el final de la serie en el 2012.
En el 2011 prestó su voz para el personaje de Griggs del videojuego de acción Dark Souls.
En el 2012 se unió al elenco de la miniserie World Without End donde interpretó al rey Edward III de Inglaterra.
En el 2013 se unió al elenco principal de la serie Da Vinci's Demons donde interpretó al conde Girolamo Riario, el capitán general de la Santa Iglesia Romana y sobrino del papa Sixto IV (James Faulkner) quien junto a su tío buscan destruir a los Medici, hasta el final de la serie en el 2015.
Ese mismo año aparecerá en la película Serena donde dará vida a Lowenstein, en ella compartirá créditos con los actores Bradley Cooper, Rhys Ifans y Sean Harris.

## Filmografía

### Series de televisión
| Año         | Título                          | Personaje               | Notas                                            |
| ----------- | ------------------------------- | ----------------------- | ------------------------------------------------ |
| 2022        | The Gilded Age                  | Oscar Van Rhijn         | Posproducción                                    |
| 2019        | Endeavour                       | Gabriel Van Horne       | Temporada 6 Episodio 2                           |
| 2018 - 2019 | Krypton                         | Brainiac / Rao (voz)    | 20 episodios                                     |
| 2016        | Hooten & the Lady               | Dr. Yannaras            | episodio "Egypt"                                 |
| 2016        | Indian Summers                  | Charlie Havistock       | 10 episodios - miniserie                         |
| 2013 - 2015 | Da Vinci's Demons               | Signore Girolamo Riario | 26 episodios                                     |
| 2012        | World Without End               | Edward III              | 8 episodios - miniserie                          |
| 2010 - 2012 | Upstairs Downstairs             | Duque de Kent           | 8 episodios                                      |
| 2011        | Garrow's Law                    | Charles Fox             | episodio # 3.4                                   |
| 2011        | The Romantics                   | Percy Bysshe Shelley    | episodio "Eternity" - miniserie                  |
| 2011        | The Crimson Petal and the White | Bodley                  | 3 episodios - miniserie                          |
| 2009        | Emma                            | Mr. Elton               | 4 episodios - miniserie                          |
| 2006        | A Touch of Frost                | Det. Robert Presley     | episodio "Endangered Species"                    |
| 2006        | The Inspector Lynley Mysteries  | Graham Marshall         | episodio "Chinese Walls"                         |
| 2006        | Casualty                        | Daniel Tasker           | episodio "Worlds Apart"                          |
| 2005        | The Bill                        | Gavin Murray            | episodio # 374                                   |
| 2005        | If...                           | Ben Swales              | episodio "If... We Stopped Giving Aid to Africa" |
| 2003 - 2004 | Red Cap                         | Lt. Giles Vicary        | 12 episodios                                     |
| 2003        | Adventure Inc.                  | Byron Haycroft          | episodio "Angel of St. Edmunds"                  |
| 2001        | Urban Gothic                    | Dave Matthews           | episodio The End"                                |
| 2001        | London's Burning                | Dermot                  | 2 episodios                                      |
| 2000        | The League of Gentlemen         | Justin Smart            | 2 episodios                                      |
| 1997 - 1998 | Knight School                   | Sir Roger De Courcey    | 2 episodios                                      |
| 1996        | No Bananas                      | Pete                    | episodio "Blitz" - miniserie                     |

### Películas
| Año  | Título                            | Personaje          | Notas                                                                                             |
| ---- | --------------------------------- | ------------------ | ------------------------------------------------------------------------------------------------- |
| 2014 | Serena                            | Lowenstein         | junto a Jennifer Lawrence, Bradley Cooper, Rhys Ifans, Toby Jones & Sean Harris                   |
| 2013 | Breakthrough                      | Toby               | corto - junto a David Ajala, Gillian Kearney & Patrick O'Kane                                     |
| 2012 | Hyde Park on Hudson               | Johnson            | junto a Bill Murray, Laura Linney, Samuel West, Olivia Colman, Elizabeth Marvel & Olivia Williams |
| 2011 | For Elsie                         | Glenn Millberg     | corto - junto a Olegar Fedoro, Eline Powell & Caroline Blakiston                                  |
| 2009 | Dead Man Running                  | Jarvis             | junto a Esmé Bianco, 50 Cent, Danny Dyer & Monet Mazur                                            |
| 2009 | Love Hate                         | Rob                | corto - junto a Ben Whishaw, Hayley Atwell & Hattie Morahan                                       |
| 2008 | RocknRolla                        | Johnny Sloane      | junto a Gerard Butler, Tom Wilkinson, Thandie Newton & Mark Strong                                |
| 2008 | God on Trial                      | Idek               | junto a Josef Altin, Dominic Cooper, Stephen Dillane & Rupert Graves                              |
| 2007 | The Commander: The Devil You Know | John Littlewood    | junto a Matt Day, Connie Hyde, Celia Imrie & Adam James                                           |
| 2007 | Mansfield Park                    | Edmund Bertram     | junto a Billie Piper, James D'Arcy, Michelle Ryan, Rory Kinnear, Hayley Atwell & Douglas Hodge    |
| 2005 | Strauss: The Waltz King           | Johann Strauss II  | junto a Joe Duttine, Sarah Everard, Kim Fenton & Alexandra Gilbreath                              |
| 2002 | AKA                               | Alexander Gryffoyn | junto a Matthew Leitch, Diana Quick, Peter Youngblood Hills & Bill Nighy                          |
| 2002 | A Box                             | Repartidor         | corto - junto a Lisa Barbuscia & Neal Barry                                                       |
| 2002 | The Cicerones                     | Guía               | corto - junto a David Ryall, Mark Gatiss, Jane Bertish & Lily Power                               |
| 2001 | Red Cap                           | Lt. Giles Vicary   | junto a James Thorton, Tamzin Outhwaite & Douglas Hodge                                           |
| 2001 | Me Without You                    | Tim                | junto a Anna Popplewell, Trudie Styler, Deborah Findlay, Anna Friel & Michelle Williams           |
| 1999 | Titus                             | Mucio              | junto a Anthony Hopkins, Jessica Lange, Jonathan Rhys-Meyers, Matthew Rhys & Angus Macfadyen      |
| 1999 | Shooting the Past                 | Nick               | junto a Lindsay Duncan, Timothy Spall, Liam Cunningham, Billie Whitelaw, Emilia Fox & Andy Serkis |
| 1996 | Different for Girls               | Aprendiz           | junto a Steven Mackintosh, Rupert Graves, Miriam Margolyes, Saskia Reeves & Charlotte Coleman     |
| 1996 | Breaking the Code                 | Christopher Morcom | junto a Derek Jacobi, Alun Armstrong & Prunella Scales                                            |

### Videojuegos
| Año  | Título                                         | Personaje                             | Notas                                                        |
| ---- | ---------------------------------------------- | ------------------------------------- | ------------------------------------------------------------ |
| 2020 | Xenoblade Chronicles: Definitive Edition       | Alvis                                 | Remasterización del juego de 2010.                           |
| 2016 | Dark Souls III                                 | Hawkwood el Desertor                  | Prestó su voz para el personaje.                             |
| 2015 | Final Fantasy XIV                              | Ser Aymeric de Borel                  | Prestó su voz para el personaje en la expansión Heavensward. |
| 2014 | Dark Souls II                                  | Navlaan                               | Prestó su voz para el personaje.                             |
| 2011 | Dark Souls                                     | Griggs de Vinheim, Caballero Artorias | Prestó su voz para los personajes.                           |
| 2011 | El Shaddai: Ascension of the Metatron          | Enoch                                 | Prestó su voz para el personaje.                             |
| 2011 | The Last Story                                 | Jirall                                | Prestó su voz para el personaje.                             |
| 2010 | Xenoblade Chronicles                           | Alvis                                 | Prestó su voz para el personaje.                             |
| 2006 | Killzone: Liberation                           | Coronel Cobar                         | Prestó su voz para el personaje.                             |
| 2005 | Harry Potter and The Goblet of Fire            | -                                     | Prestó su voz para el personaje.                             |
| 2004 | Dragon Quest VIII - Journey of the Cursed King | Angelo                                | Prestó su voz para el personaje.                             |
| -    | Babel                                          | -                                     | Prestó su voz para el personaje.                             |

### Narrador
| Año  | Documental               | Notas    |
| ---- | ------------------------ | -------- |
| 2010 | The Man Who Shot the 60s | Narrador |

### Director, productor y escritor
| Año  | Título         | Notas                                     |
| ---- | -------------- | ----------------------------------------- |
| 2012 | Season of Love | corto - fotógrafo                         |
| 2011 | For Elsie      | corto - productor                         |
| 2010 | Good Boy       | corto - co-director, productor & escritor |
| 2009 | Love Hate      | corto - director & escritor               |
| 2007 | More More More | corto - director                          |
| 2004 | Out of Time    | corto - director                          |

### Teatro
| Año  | Obra                            | Personaje         | Director (a)      | Teatro                   | Notas |
| ---- | ------------------------------- | ----------------- | ----------------- | ------------------------ | ----- |
| 2006 | Everything Is Illuminated       | -                 | -                 | Hampstead Theatre        | -     |
| 2004 | Arcadia                         | Septimus Hodge    | Rachel Kavanaugh  | Bristol Old Theatre      | -     |
| 2001 | In Praise of Love               | Joey              | Deborah Bruce     | Theatre Royal            | -     |
| 1999 | The Importance of Being Earnest | Jack Worthin      | Phillip Breen     | ADC Theatre              | -     |
| 1993 | MacBeth                         | Fleance           | Richard Eyre      | National Theatre         | -     |
| -    | Rope                            | Brandon           | Roger Mitchell    | -                        | -     |
| -    | Arcadia                         | Augustus          | Trevor Nunn       | Theatre Royal            | -     |
| -    | Tender                          | -                 | Seth Sklar-Heyn   | Donmar Warehouse Theatre | -     |
| -    | Violet                          | Mio               | Indu Rubasingham  | Royal Court Theatre      | -     |
| -    | Love is Blind                   | Manolito Trevélez | Nathalie Abrahami | Ryal Court Theatre       | -     |
| -    | HappyTime Park                  | Xavier            | Dylan Ritson      | -                        | -     |
| -    | White Chameleon                 | Paul Etheridge    | Richard Eyre      | National Theatre         | -     |
| -    | The Luke Files                  | Bartholomew       | Paul McKusker     | -                        | -     |
| -    | Romeo and Juliet                | Benvolio          | Mark Rosenblatt   | -                        | -     |

## Premios y nominaciones
| Año  | Categoría                                                                                         | Premio                      | Película  | Resultado |
| ---- | ------------------------------------------------------------------------------------------------- | --------------------------- | --------- | --------- |
| 2012 | Foreign Short (junto a Olegar Fedoro, Anthony Zygavicius, Vincent Klueger & Mark Fox)             | Honorary Foreign Film Award | For Elsie | Ganadores |
| 2012 | Best UK Short (junto a Olegar Fedoro, Anthony Zygavicius, Vincent Klueger & Mark Fox)             | Jury Prize Award            | For Elsie | Nominados |
| 2012 | Undergraduate - Fiction (junto a Olegar Fedoro, Anthony Zygavicius, Vincent Klueger & Mark Fox)   | Student Television Award    | For Elsie | Ganadores |
| 2011 | International Competition (junto a Olegar Fedoro, Anthony Zygavicius, Vincent Klueger & Mark Fox) | Audience Award              | For Elsie | Ganadores |
| 2009 | Best International (junto a su hermano Dylan Ritson)                                              | Best Short Award            | Love Hate | Ganadores |